# مگس‌گیر پرتگاهی
مگس‌گیر پرتگاهی (نام علمی: Hirundinea ferruginea) گونه‌ای از پرندگان تیرهٔ ژیان‌مرغان (Tyrannidae) است. مگس‌گیر پرتگاهی تنها گونه از سردهٔ Hirundinea است که پس از ادغام مگس‌گیر پرستویی، به زیرگونه Hirundinea ferruginea bellicosa تبدیل شد. بومی آمریکای جنوبی است، جایی که زیستگاه‌های طبیعی آن پرتگاه‌ها و صخره‌ها در کنار جنگل‌های خشک نیمه‌گرمسیری یا گرمسیری، جنگل‌های جلگه‌ای نمناک نیمه‌گرمسیری یا گرمسیری، جنگل‌های کوهستانی نمناک نیمه‌گرمسیری یا گرمسیری، و جنگل‌های پیشین به شدت دگرگون‌شده است.

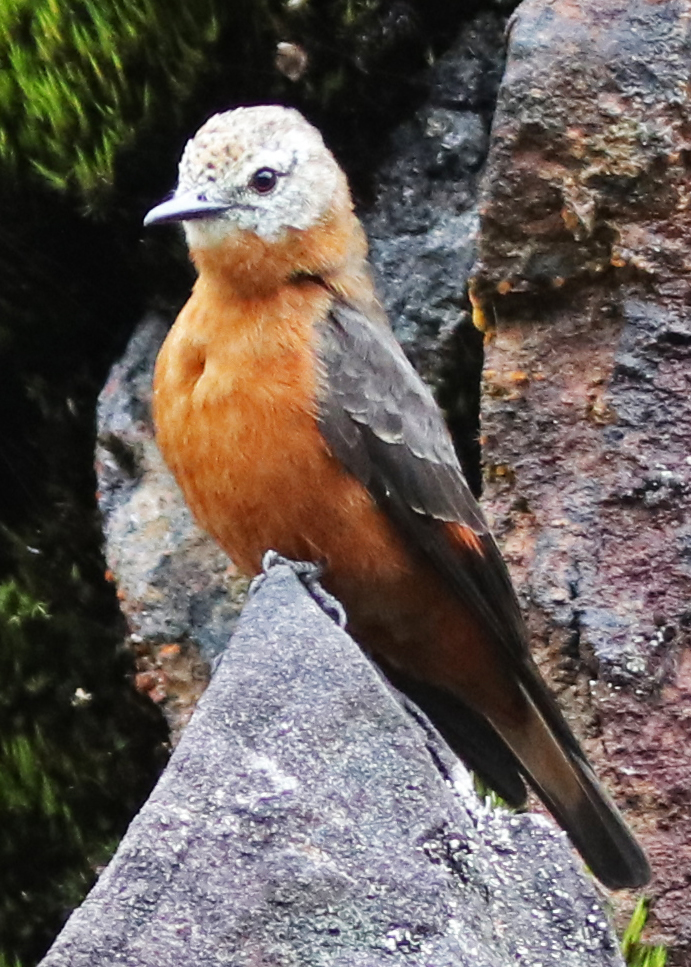
پرندگان اکوادور دارای سر خاکستری با خال‌های تیره هستند.